# Marica Vladimirovna
Marica Vladimirovna (anche nota come Maria, Maritsa o Marina; Perejaslav, prima del 1090 – Silistra, 20 gennaio 1146) è stata una principessa russa, figlia di Vladimir II di Kiev e Gytha del Wessex, moglie di un pretendente al trono bizantino, il falso Diogene.
Marica fu sposata dal padre con un uomo apparso in Russia all'inizio del XII secolo, che si spacciava per Leone Diogene, figlio dell'imperatore bizantino Romano IV, morto nel 1087 in una battaglia con i Peceneghi. Le cronache russe lo chiamano il principe "Leon Devgenič". Il Granduca di Kiev Vladimir riconobbe l'impostore come un vero figlio imperiale e decise di sostenere le sue pretese, se non sul trono bizantino, quindi su un certo numero di città bizantine sul Danubio, dove intendeva creare un'entità statale dipendente da Kiev sotto il dominio nominale del falso Diogene.
Vasilij Nikitič Tatiščev riferisce che il matrimonio di Marica con lo "carevič Leon" ebbe luogo il 20 luglio 1104. Ma queste sue informazioni devono essere trattate con cautela: ovviamente, ha ricostruito gli eventi secondo le sue idee su come tutto potrebbe svilupparsi. Ha erroneamente chiamato Leon figlio dell'imperatore Alessio, ed il matrimonio stesso, secondo lui, è stato concluso a Costantinopoli.
Secondo una versione, Vladimr ha assegnato la città di Voin a Perejaslav per sua figlia e suo marito. Durante gli scavi nel sito di questa città, è stata trovata una croce pettorale con un'iscrizione in greco: "Signore, aiuta il tuo servo Leon". Si ipotizza che potesse appartenere al falso Diogene.
Nel 1116, Vladimir, con il pretesto di restituire il trono al "legittimo" Tatiščev, intraprese una campagna contro Bisanzio. Con il sostegno di Vladimr, lo pseudo-Diogene riuscì a prendere possesso di molte città del Danubio, tra cui Silistra, che a quanto pare divenne la residenza temporanea dell'impostore. Tuttavia, lo "carevič" non riuscì a stabilirsi sul Danubio: il 15 agosto dello stesso 1116, il falso Diogene fu ucciso a Silistra da due sicari mandatigli dall'imperatore Alessio (Comneno).
Il figlio di Marica e del falso Diogene, Vasilko Leonovič morì nel 1135 in una delle lotte intestine dei principi russi vicino a Perejaslav, combattendo dalla parte del figlio di Vladimr Jaropolk con i Principi di Černihiv.

## Ascendenza
|                         |                   |                        | Genitori              |  |  | Nonni |  |  | Bisnonni           |  |  | Trisnonni          |  |
|                         |                   |                        |                       |  |  |       |  |  | Jaroslav I di Kiev |  |  | Vladimir I di Kiev |  |
|                         |                   |                        |                       |  |  |       |  |  | Jaroslav I di Kiev |  |  | Vladimir I di Kiev |  |
|                         |                   | Rogneda di Polack      |                       |  |  |       |  |  | Jaroslav I di Kiev |  |  |                    |  |
| Vsevolod di Kiev        |                   |                        |                       |  |  |       |  |  | Jaroslav I di Kiev |  |  |                    |  |
|                         |                   | Ingegerd Olofsdotter   | Olof III di Svezia    |  |  |       |  |  |                    |  |  |                    |  |
|                         |                   | Ingegerd Olofsdotter   | Olof III di Svezia    |  |  |       |  |  |                    |  |  |                    |  |
|                         |                   | Ingegerd Olofsdotter   | Estrid degli Obodriti |  |  |       |  |  |                    |  |  |                    |  |
| Vladimir II di Kiev     |                   | Ingegerd Olofsdotter   |                       |  |  |       |  |  |                    |  |  |                    |  |
|                         |                   | Costantino IX Monomaco | Teodosio Monomaco     |  |  |       |  |  |                    |  |  |                    |  |
|                         |                   | Costantino IX Monomaco | Teodosio Monomaco     |  |  |       |  |  |                    |  |  |                    |  |
|                         |                   | Costantino IX Monomaco |                       |  |  |       |  |  |                    |  |  |                    |  |
| Anastasia di Bisanzio   |                   | Costantino IX Monomaco |                       |  |  |       |  |  |                    |  |  |                    |  |
|                         |                   | Elena Scleraina        |                       |  |  |       |  |  |                    |  |  |                    |  |
|                         |                   |                        |                       |  |  |       |  |  |                    |  |  |                    |  |
|                         |                   |                        |                       |  |  |       |  |  |                    |  |  |                    |  |
| Marica Vladimirovna     |                   |                        |                       |  |  |       |  |  |                    |  |  |                    |  |
|                         | Godwin del Wessex | Wulfnoth Cild          |                       |  |  |       |  |  |                    |  |  |                    |  |
|                         | Godwin del Wessex | Wulfnoth Cild          |                       |  |  |       |  |  |                    |  |  |                    |  |
|                         | Godwin del Wessex |                        |                       |  |  |       |  |  |                    |  |  |                    |  |
| Aroldo II d'Inghilterra | Godwin del Wessex |                        |                       |  |  |       |  |  |                    |  |  |                    |  |
|                         |                   | Gytha Thorkelsdóttir   | Thorgils Sprakalägg   |  |  |       |  |  |                    |  |  |                    |  |
|                         |                   | Gytha Thorkelsdóttir   | Thorgils Sprakalägg   |  |  |       |  |  |                    |  |  |                    |  |
|                         |                   | Gytha Thorkelsdóttir   | Sigrid del Halland    |  |  |       |  |  |                    |  |  |                    |  |
| Gytha del Wessex        |                   | Gytha Thorkelsdóttir   |                       |  |  |       |  |  |                    |  |  |                    |  |
|                         |                   |                        |                       |  |  |       |  |  |                    |  |  |                    |  |
|                         |                   |                        |                       |  |  |       |  |  |                    |  |  |                    |  |
|                         |                   |                        |                       |  |  |       |  |  |                    |  |  |                    |  |
| Ealdgyth Swan-neck      |                   |                        |                       |  |  |       |  |  |                    |  |  |                    |  |
|                         |                   |                        |                       |  |  |       |  |  |                    |  |  |                    |  |
|                         |                   |                        |                       |  |  |       |  |  |                    |  |  |                    |  |
|                         |                   |                        |                       |  |  |       |  |  |                    |  |  |                    |  |
|                         |                   |                        |                       |  |  |       |  |  |                    |  |  |                    |  |